# Olivia Rogowska
Olivia Rogowska (Melbourne, 7 juni 1991) is een voormalig tennisspeelster uit Australië. Zij startte met tennis toen zij vijf jaar oud was, en speelt bij voorkeur op gravel. Zij is rechtshandig en heeft een tweehandige backhand.

## Loopbaan
Sinds haar profdebuut speelt zij voornamelijk in Australië: ITF-toernooien en het Australian Open, maar weinig WTA-toernooien. Zij won haar eerste toernooi in 2008.
Rogowska is actiever in het dubbelspel dan in het enkelspel. In 2011 won zij twee enkelspeltoernooien en zes dubbelspeltoernooien (alle zes met Casey Dellacqua), alles in Australië.
In 2012 werd zij actiever in het enkelspel – zij won drie titels in het enkelspel (in Australië) en één in het dubbelspel (nu met Julia Glushko, in Canada). Op de WTA-enkelspeltoernooien wist zij slechts één keer een partij in het hoofdtoernooi te winnen en daarmee de tweede ronde te bereiken, op het toernooi van Hobart 2014. Bij het dubbelspel was haar beste resultaat het bereiken van de halve finale, op het toernooi van Brisbane 2014, samen met landgenote Monique Adamczak.
In totaal won Rogowska zestien ITF-titels in het enkelspel en achttien in het dubbelspel.
In 2012 en 2015 maakte Rogowska deel uit van het Australische Fed Cup-team – zij speelde drie partijen in de Wereldgroep.
Haar beste resultaat op de grandslamtoernooien is het bereiken van de derde ronde, op het Australian Open 2014, samen met landgenote Monique Adamczak. Haar hoogste notering op de WTA-ranglijst is de 86e plaats in het dubbelspel, die zij bereikte in augustus 2014.

## Posities op deWTA-ranglijst
Positie per einde seizoen:
| jaar | rang enkelspel | rang dubbelspel |
| ---- | -------------- | --------------- |
| 2006 | 1052           | –               |
| 2007 | 1129           | –               |
| 2008 | 491            | 801             |
| 2009 | 154            | 286             |
| 2010 | 211            | 200             |
| 2011 | 178            | 161             |
| 2012 | 114            | 201             |
| 2013 | 166            | 175             |
| 2014 | 131            | 96              |
| 2015 | 274            | 272             |
| 2016 | 279            | 309             |
| 2017 | 186            | 412             |
| 2018 | 211            | 599             |
| 2019 | 291            | 563             |
| 2020 | 340            | 607             |
| 2021 | 537            | 854             |

## Palmares

### WTA-finaleplaatsen enkelspel
geen

### WTA-finaleplaatsen dubbelspel
geen

### Gewonnen ITF-toernooien enkelspel
| nr. | finale     | toernooi      | dotatie | tegenstandster in finale | score         |
| --- | ---------- | ------------- | ------- | ------------------------ | ------------- |
| 1.  | 2008-12-07 | Sorrento      | $25.000 | Chiaki Okadaue           | 3-6, 6-4, 6-2 |
| 2.  | 2009-11-22 | Esperance     | $25.000 | Alicia Molik             | 6-1, 3-6, 6-2 |
| 3.  | 2010-09-19 | Darwin        | $25.000 | Naomi Cavaday            | 6-2, 2-6, 6-0 |
| 4.  | 2011-09-11 | Alice Springs | $25.000 | Isabella Holland         | 7-5, 7-5      |
| 5.  | 2011-10-30 | Port Pirie    | $25.000 | Bojana Bobušić           | 6-3, 6-2      |
| 6.  | 2012-02-04 | Burnie        | $25.000 | Irina Chromatsjova       | 6-3, 6-3      |
| 7.  | 2012-09-09 | Rockhampton   | $25.000 | Sacha Jones              | 0-6, 6-3, 6-2 |
| 8.  | 2012-10-07 | Esperance     | $25.000 | Ashleigh Barty           | 6-0, 6-3      |
| 9.  | 2013-02-02 | Burnie        | $25.000 | Monique Adamczak         | 7-6, 6-7, 6-4 |
| 10. | 2014-02-08 | Launceston    | $50.000 | Irena Pavlovic           | 5-7, 6-4, 6-0 |
| 11. | 2014-07-12 | Sacramento    | $50.000 | Julia Boserup            | 6-2, 7-5      |
| 12. | 2016-10-16 | Cairns        | $25.000 | Viktória Kužmová         | 6-1, 7-5      |
| 13. | 2017-09-24 | Penrith       | $25.000 | Kimberly Birrell         | 6-2, 6-4      |
| 14. | 2017-10-15 | Cairns        | $25.000 | Abigail Tere-Apisah      | 1-6, 6-2, 6-2 |
| 15. | 2017-11-05 | Canberra      | $60.000 | Destanee Aiava           | 6-1, 6-2      |
| 16. | 2019-03-31 | Canberra      | $25.000 | Priscilla Hon            | 7-6, 6-3      |

### Gewonnen ITF-toernooien dubbelspel
| nr. | finale     | toernooi      | dotatie  | partner            | tegenstandsters in finale               | score            |
| --- | ---------- | ------------- | -------- | ------------------ | --------------------------------------- | ---------------- |
| 1.  | 2009-05-08 | Ipswich       | $25.000  | Maki Arai          | Tyra Calderwood Shannon Golds           | 6-3, 6-2         |
| 2.  | 2009-10-09 | Mount Gambier | $25.000  | Emily Webley-Smith | Erika Sema Yurika Sema                  | 6-1, 5-7, [10-7] |
| 3.  | 2009-11-20 | Esperance     | $25.000  | Shannon Golds      | Isabella Holland Sally Peers            | 6-1, 6-1         |
| 4.  | 2010-06-04 | Rome          | $50.000  | Christina McHale   | Iryna Brémond Arantxa Rus               | 6-4, 6-1         |
| 5.  | 2010-09-10 | Cairns        | $25.000  | Tammi Patterson    | Tyra Calderwood Noppawan Lertcheewakarn | 6-3, 7-6         |
| 6.  | 2011-02-25 | Mildura       | $25.000  | Casey Dellacqua    | Rika Fujiwara Kumiko Iijima             | 4-6, 7-6, [10-4] |
| 7.  | 2011-03-04 | Sydney        | $25.000  | Casey Dellacqua    | Rika Fujiwara Kumiko Iijima             | 3-6, 7-6, [10-4] |
| 8.  | 2011-04-01 | Ipswich       | $25.000  | Casey Dellacqua    | Miki Miyamura Mari Tanaka               | 6-4, 6-4         |
| 9.  | 2011-04-08 | Bundaberg     | $25.000  | Casey Dellacqua    | Daniella Dominikovic Sandra Zaniewska   | 7-5, 6-4         |
| 10. | 2011-10-09 | Esperance     | $25.000  | Casey Dellacqua    | Monique Adamczak Sandra Zaniewska       | 6-3, 6-2         |
| 11. | 2011-10-14 | Kalgoorlie    | $25.000  | Casey Dellacqua    | Xu Yifan Zhang Kailin                   | 6-1, 6-1         |
| 12. | 2012-08-05 | Vancouver     | $100.000 | Julia Glushko      | Jacqueline Cako Natalie Pluskota        | 6-4, 5-7, [10-7] |
| 13. | 2013-08-11 | Landisville   | $25.000  | Monique Adamczak   | Chanel Simmonds Emily Webley-Smith      | 6-2, 6-3         |
| 14. | 2013-11-03 | Bendigo       | $50.000  | Monique Adamczak   | Stephanie Bengson Sally Peers           | 6-3, 2-6, [11-9] |
| 15. | 2014-02-08 | Launceston    | $50.000  | Monique Adamczak   | Kamonwan Buayam Zuzana Zlochová         | 6-2, 6-4         |
| 16. | 2014-07-20 | Carson        | $50.000  | Michaëlla Krajicek | Samantha Crawford Sachia Vickery        | 7-6, 6-1         |
| 17. | 2015-03-01 | Campinas      | $25.000  | Pauline Parmentier | Andrea Gámiz Paula Cristina Gonçalves   | 7-5, 4-6, [10-8] |
| 18. | 2016-09-25 | Tweed Heads   | $25.000  | Monique Adamczak   | Naiktha Bains Abbie Myers               | 7-6, 7-6         |

## Resultaten grandslamtoernooien
| Legenda | Legenda                          |
| ------- | -------------------------------- |
| g.t.    | geen toernooi gehouden           |
| l.c.    | lagere categorie                 |
| –       | niet deelgenomen                 |
| G       | uitgeschakeld in de groepsfase   |
| 1R      | uitgeschakeld in de eerste ronde |
| 2R      | uitgeschakeld in de tweede ronde |
| 3R      | uitgeschakeld in de derde ronde  |
| 4R      | uitgeschakeld in de vierde ronde |
| KF      | uitgeschakeld in de kwartfinale  |
| HF      | uitgeschakeld in de halve finale |
| F       | de finale verloren               |
| W       | het toernooi gewonnen            |
| w-v     | winst/verlies-balans             |

### Enkelspel
| toernooi        | 2009 | 2010 | 2011 | 2012 | 2013 | 2014 | 2015 |    | 2018 |
| --------------- | ---- | ---- | ---- | ---- | ---- | ---- | ---- | -- | ---- |
| Australian Open | 1R   | 1R   | 1R   | 2R   | 1R   | 2R   | 1R   | 2R |      |
| Roland Garros   | 2R   | –    | –    | –    | –    | –    | 1R   | –  |      |
| Wimbledon       | –    | –    | –    | –    | –    | –    | –    | –  |      |
| US Open         | 1R   | –    | –    | 1R   | 1R   | –    | –    | –  |      |

### Vrouwendubbelspel
| toernooi        | 2009 | 2010 | 2011 | 2012 | 2013 | 2014 | 2015 | 2016 |
| --------------- | ---- | ---- | ---- | ---- | ---- | ---- | ---- | ---- |
| Australian Open | 1R   | 1R   | 1R   | 1R   | 1R   | 3R   | 2R   | 1R   |
| Roland Garros   | –    | –    | –    | –    | –    | –    | –    | –    |
| Wimbledon       | –    | –    | –    | –    | –    | –    | –    | –    |
| US Open         | –    | –    | –    | –    | –    | –    | –    | –    |

### Gemengd dubbelspel
| Toernooi        | 2011 | 2012 | 2013 | 2014 |
| --------------- | ---- | ---- | ---- | ---- |
| Australian Open | 1R   | 1R   | 1R   | 1R   |
| Roland Garros   | –    | –    | –    | –    |
| Wimbledon       | –    | –    | –    | –    |
| US Open         | –    | –    | –    | –    |